# Patrick Michael O'Regan
Patrick Michael O'Regan (Bathurst, 8 ottobre 1958) è un arcivescovo cattolico australiano, dal 19 marzo 2020 arcivescovo metropolita di Adelaide.

## Biografia
Patrick Michael O'Regan è nato a Bathurst l'8 ottobre 1958. Ha tre fratelli ed è cresciuto nel villaggio di Perthville, situato a 10 km a sud di Bathurst.

### Formazione e ministero sacerdotale
Ha frequentato la Saint Joseph's Infants School di Perthville, la Saint Patrick's Primary School di Bathurst e poi il Saint Stanislaus College di Bathurst. Durante le vacanze estive lavorava come barista al Majellan Club, trasportava mangime e tagliava cavolfiori nei giardini del mercato locale.
Ha compiuto gli studi ecclesiastici nel seminario provinciale "San Patrizio" di Sydney. Nel 2002 ha conseguito la licenza in liturgia e teologia sacramentale presso l'Institut catholique di Parigi.
Il 2 settembre 1983 è stato ordinato sacerdote per la diocesi di Bathurst. In seguito è stato vicario parrocchiale a Lithgow dal 1983 al 1985, a Cowra dal 1985 al 1988 ed a Orange dal 1988 al 1990 e vice-decano della cattedrale dei Santi Michele e Giovanni a Bathurst dal 1990 al 1994. Nel 1994 è stato inviato in Francia per iniziare gli studi presso l'Institut catholique di Parigi. In seguito ha prestato servizio come vicario parrocchiale a Orange dal 1995 al 1997; parroco di Wellington dal 1997 al 2003; parroco di Blayney dal 2003 al 2008; amministratore diocesano dal 2008 al 2009; cancelliere vescovile dal 2009; decano della cattedrale dei Santi Michele e Giovanni a Bathurst dal 2010 e vicario generale dal 2012.
Inoltre, è stato membro del consiglio liturgico nazionale, coordinatore diocesano della formazione permanente del clero e del ministero per i sacerdoti e responsabile del programma per il diaconato permanente. Ha insegnato in alcuni corsi presso il Catholic Institute di Sydney e l'Università Charles Sturt di Bathurst. Ha anche collaborato nella redazione di alcuni volumi della serie Catholic Studies for Senior Secondary Students.

### Ministero episcopale
Il 4 dicembre 2014 papa Francesco lo ha nominato vescovo di Sale. Ha ricevuto l'ordinazione episcopale il 26 febbraio successivo nel Bishop Phelan Stadium nel campus del Catholic College di Sale dall'arcivescovo metropolita di Melbourne Denis James Hart, co-consacranti l'arcivescovo metropolita di Canberra-Goulburn Christopher Charles Prowse e il vescovo di Bathurst Michael Joseph McKenna.
Nel giugno del 2019 ha compiuto la visita ad limina.
In seno alla Conferenza dei vescovi cattolici australiani è presidente della commissione per la liturgia, rappresentante della stessa presso la Commissione internazionale sull'inglese nella liturgia dal 2016 e vicepresidente di questa commissione dal febbraio del 2019.
Il 19 marzo 2020 papa Francesco lo ha promosso arcivescovo metropolita di Adelaide. Ha preso possesso dell'arcidiocesi il 25 maggio successivo.
È un avido lettore e ha un vivo interesse per la fotografia e i computer.

## Genealogia episcopale
La genealogia episcopale è:
- Cardinale Scipione Rebiba
- Cardinale Giulio Antonio Santori
- Cardinale Girolamo Bernerio, O.P.
- Arcivescovo Galeazzo Sanvitale
- Cardinale Ludovico Ludovisi
- Cardinale Luigi Caetani
- Cardinale Ulderico Carpegna
- Cardinale Paluzzo Paluzzi Altieri degli Albertoni
- Papa Benedetto XIII
- Papa Benedetto XIV
- Papa Clemente XIII
- Cardinale Marcantonio Colonna
- Cardinale Giacinto Sigismondo Gerdil, B.
- Cardinale Giulio Maria della Somaglia
- Cardinale Carlo Odescalchi, S.I.
- Cardinale Costantino Patrizi Naro
- Cardinale Lucido Maria Parocchi
- Cardinale Pietro Respighi
- Cardinale Pietro La Fontaine
- Cardinale Celso Benigno Luigi Costantini
- Cardinale James Robert Knox
- Arcivescovo Thomas Francis Little
- Cardinale George Pell
- Arcivescovo Denis James Hart
- Arcivescovo Patrick Michael O'Regan

## Araldica
| Stemma | Titolare                                | Blasonatura |
|        | Patrick Michael O'Regan Vescovo di Sale | Partito: al 1º d'azzurro alla fascia d'oro accompagnata in capo dal leone d'argento passante e impugnante una croce patente scorciata fitta d'oro e in punta da tre stelle (6) fiammeggianti d'oro; al 2º d'azzurro alla barca rivolta d'orocon la vela gonfia caricata da un chrismon di rosso vogante su un mare ondato d'argento e del campo, al capo d'oro al trifoglio di verde addestrato e sinistrato da due delfini d'azzurro affrontati. Ornamenti esterni da vescovo. Motto "Ut sit Deus omnia in omnibus" (1 Corinzi 15,28). |